# M54

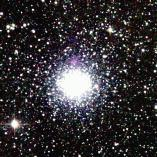
球状星团M54
Atlas Image courtesy of

M54（NGC 6715）是人馬座內的一個球狀星團，於1778年被梅西耶發現並登錄在他的疑似彗星目錄中。
以前認為他與地球的距離大約為50,000光年，但在1994年發現他並不像是銀河系的成員，更明確的說，他是人馬座矮橢球星系（SagDEG）的一員，使它在被發現將近二又四分之一個世紀之後，成為第一個被發現的外星系球狀星團。
現在估計M54的距離是87,400光年，換算出真實的直徑大約150光年，在球狀星團中，他的密度是較高的，屬於Ⅲ類（Ⅰ的密度最高，ⅩⅡ的密度最低）。他的光度大約是太陽的850,000倍，絕對星等為 -10.0等。
M54在天空的位置接近人馬座ζ，很容易就能找到，但就算是使用大口徑的望遠鏡也不能分解出星團中單獨的恆星。
坐标：（2000.0）
- 赤经：18 h 55 m 06.00 s
- 赤纬： -30° 29' 00.0"

## 外部連結
- M54 @ SEDS Messier pages